# ハロルド・ストーン
ハロルド・ストーン （Harold J. Stone 、1913年3月3日 – 2005年11月18日）は、アメリカ合衆国の俳優
。

## 人物
ニューヨークにてユダヤ人の俳優一家に生まれる。
1939年からブロードウェイで活躍するようになり、1940年から6年間に、w:One Touch of Venus や5本の舞台に出た。 1946年、アラン・ラッド主演の映画『青い戦慄』に出演。それ以来アルフレッド・ヒッチコック監督の『間違えられた男』といった大作に脇役として出演してきた。そのキャリアもあって、1950年代から80年代初期にかけてはI Spy, w:The Barbara Stanwyck Show, Griff、『アンタッチャブル』、『トワイライト・ゾーン』などといった多くのテレビ番組に150回以上ゲスト出演して、お茶の間での知名度を上げた。
1961年から1962年にかけてはスティーヴン・マクナリー主演の犯罪ドラマ『コラプターズ』に出演し、翌年には同じくABCの医療ドラマ Breaking Point のうち、エミー賞脚本部門にノミネートされた回でマーシャ・ハントと共演。1964年には The Nurses で自身がプライムタイム・エミー賞主演男優賞にノミネートされた。
1960年代から70年代には、テレビ番組への出演を続けながらも、舞台俳優としての仕事に戻り、 w:Ernest in Loveや w:Charley's Auntといったブロードウェイ/オフ・ブロードウェイ作品の演出を手掛けた。

## 主な出演作品

### 映画
- 青い戦慄 The Blue Dahlia (1946)
- 殴られる男 The Harder They Fall (1956)
- 間違えられた男 The Wrong Man (1956)
- 傷だらけの栄光 Somebody Up There Likes Me (1956)
- スパルタカス Spartacus (1960)
- X線の眼を持つ男 X (1963)
- フロリダ万才 Girl Happy (1964)